# محمد فيض إتشي
محمد فيض محمد إتشي من مواليد 24 ديسمبر 1996 لاعب كرة قدم قطري من أصل إيراني يلعب في الدفاع.
لعب سابقاً في نادي المرخية والنادي الأهلي ونادي السد ونادي مسيمير.